# 伊覇按司
伊覇按司（伊波按司、いはあじ）は、北山世主（北山王）の子孫である今帰仁王子（後の伊覇按司一世）が、美里間切伊覇（現・沖縄県うるま市石川伊波）に伊覇城を築き、城主となって名乗った称号。以降、同城主を継いだ伊覇按司一世の子孫はこれを称した。
強力な貿易を背景として沖縄本島中部を中心に勢力を拡大し、後に琉球王国を建国する尚巴志が佐敷按司を継いだ際、伊覇按司一世はその後見人となった。後に一世の娘が尚巴志に妃として嫁いで縁戚関係を結ぶと、伊覇按司一族は尚巴志と共に各地を転戦して三山（北山・中山・南山）の統一に貢献した。

## 歴代伊覇按司

### 伊覇按司一世
伊覇按司一世は、沖縄に実在した最初の王統を築いた英祖（英祖王統）の次男で、今帰仁城を拠点とした北山世主（北山王）の湧川王子の嫡流である今帰仁仲宗根若按司（今帰仁城主）の八男・今帰仁王子として誕生した。
1322年に父・今帰仁仲宗根若按司が、祖父・仲昔今帰仁按司（丘春）の従兄弟に当たる有力按司の怕尼芝（羽地按司）との戦いに敗れて命を落とすと、怕尼芝は代々北山世主（北山王）の王城であった今帰仁城を手に入れて「後北山王」を自称し、怕尼芝王統を興した。敗れた若按司の一族は各地へ離散し、今帰仁王子もまた父の亡骸を葬ると南へ落ち延び、名護・読谷山経由で越来間切（後の美里間切）嘉手苅村へ流れ着いた。
そこで力をつけた今帰仁王子は同地を治めていた美里大主に見出され、彼の娘・眞鶴金を妃に迎えて1340年に美里間切伊覇村に伊覇城（現在では伊波城と呼ばれている）を築き、初めて伊覇按司を名乗った。
一世は、初代琉球国王となる尚巴志が父の尚思紹から佐敷按司の座を継ぐ際には、その推挙人を務めた。また、後に一世の長女・眞鍋金は尚巴志の妃となり、尚忠（第3代国王）や尚泰久（第6代国王）らを産んだ。安慶名城（現在のうるま市安慶名）を拠点に沖縄本島中部一帯で権勢を誇った大按司の安慶名大川按司一世は五男にあたる。

### 伊覇按司二世
伊覇按司一世の嫡男で伊覇城第2代城主。姉あるいは妹の眞鍋金が佐敷按司であった尚巴志に嫁ぐと、その義兄弟として共に各地を転戦し、北山征伐の際には孫の護佐丸（伊覇按司三世の次男）と共に従軍し、遂にはかつて祖父・今帰仁仲宗根若按司を滅ぼした北山王国（怕尼芝王統）の攀安知王（怕尼芝の孫）を倒し、三山統一に貢献した。「鬼大城」の名で恐れられた越来賢雄は父系の玄孫、中城城主であった護佐丸は父系の孫に当たる。

### 伊覇按司三世
伊覇按司二世の嫡男で伊覇城第3代城主。安慶名大川按司一世は弟、護佐丸は次男、越来賢雄は弟・安慶名大川按司一世の四男・喜屋武按司一世の孫に当たる。

### 伊覇按司五世
縁戚関係にあった第一尚氏が尚円王によるクーデターで滅んだ後、1511年から第二尚氏の尚真王の下で中央集権化が進められ、各地の豪族であった按司らに領地を離れ王府の首里へ上るよう命が下ると、五世は伊覇城を廃して首里へ移住した。
一方、安慶名大川按司一世の孫（安慶名大川按司三世）はこの命令を拒否、1526年に尚真王率いる王府軍との戦争に発展し、当初は善戦したが、長期に及ぶ水攻め・兵糧攻めの前に力尽きて落城し、さらには家臣である大将平原の謀反によって最後は滅ぼされた。